# Orsonwelles iudicium
Orsonwelles iudicium là một loài nhện trong họ Linyphiidae.
Loài này thuộc chi Orsonwelles. Orsonwelles iudicium được Gustavo Hormiga miêu tả năm 2002.